# Knutby socken
Knutby socken i Uppland ingick i Närdinghundra härad, ingår sedan 1971 i Uppsala kommun och motsvarar från 2016 Knutby distrikt.
Socknens areal är 143,77 kvadratkilometer, varav 132,72 land. År 2000 fanns här 394 invånare.  Vällnora bruk samt tätorten och kyrkbyn Knutby med sockenkyrkan Knutby kyrka ligger i socknen.  

## Administrativ historik
Socknen har medeltida ursprung. Den administrativa socknen var delad så att den förutom Knutbys sockenfrågor även omfattade det så kallade Fasta Visnare som annars tillhörde Fasta socken. Fasta visnare flyttades till Fasterna socken genom kungligt brev den 25 april 1889. Rörsby som kyrkligt tillhörde Almunge socken flyttades dit även administrativt den 8 februari 1856 genom beslut av länsstyrelsen i Uppsala län.
Vid kommunreformen 1862 övergick socknen kyrkliga frågorna till Knutby församling och de borgerliga till Knutby landskommun. Landskommunen som utökades 1952 och uppgick 1971 i Uppsala kommun vilket också innebar att området då överfördes från Stockholms län till Uppsala län.  Församlingen uppgick 2010 i Knutby-Bladåkers församling.
1 januari 2016 inrättades distriktet Knutby, med samma omfattning som församlingen hade 1999/2000.  
Socknen har tillhört län, fögderier, tingslag och domsagor enligt vad som beskrivs i artikeln Närdinghundra härad. De indelta soldaterna tillhörde Upplands regemente, Rasbo kompani och  Livregementets dragonkår, Roslags skvadron.

## Geografi
Knutby socken ligger öster om Uppsala kring Olandsåns övre lopp och med sjön Sottern i öster. Socknen är en sjörik kuperad skogsbygd.
Knutby socken ligger utmed länsväg 282. I söder ligger Gavel och Gavel-Långsjön, i närheten finns Gavellanda flygplats. I öster är byarna Sotter samt Burvik, här ligger även sjön Sottern på gränsen mot Edsbro socken. I den centrala delen, cirka 2 km nordost om Knutbys tätort, ligger Hosjön. Området genomkorsas av vandringsleden Upplandsleden.

## Fornlämningar
Från bronsåldern finns spridda gravrösen och skärvstenshögar. Från järnåldern finns 40 gravfält och fyra fornborgar. Tre runstenar har påträffats.

## Namnet
Namnet som 1287 skrevs Knutabii kommer från en gård och innehåller knut(e), 'bergknalle'.